# Canticum Sacrum
Canticum Sacrum ad honorem Sancti Marci Nomine è un'opera di Igor' Fëdorovič Stravinskij del 1955 per tenore, baritono, coro e orchestra su testi latini tratti dai due Testamenti selezionati dal compositore stesso.
Dopo i primi avvicinamenti alla tecnica seriale della Cantata e di In memoriam Dylan Thomas, in questo lavoro l'autore utilizza per la prima volta la tecnica dodecafonica vera e propria.

## Storia
Il Canticum Sacrum fu commissionato dal Festival Internazionale di Musica Contemporanea di Venezia dieci mesi prima dell'inizio della Mostra del cinema di Venezia del 1955 poiché si desiderava avere un'opera religiosa da presentare in anteprima nella Basilica di San Marco; Stravinskij fu entusiasta del progetto e inizialmente pensò a una Passione secondo San Marco, modificandola in seguito, decurtandola di alcune parti prima previste, per realizzare il Canticum definitivo.
Il brano fu eseguito per la prima volta il 13 settembre 1956 nella Basilica di San Marco con la direzione dello stesso Stravinskij, con il tenore Richard Lewis e il baritono Gérard Souzay; la composizione è dedicata Urbi Venetiae in laude Sancti sui Presidis Beati Marci Apostolis. Stravinskij amava molto la città di Venezia, tanto da volervi essere poi sepolto; inoltre è assai credibile che il musicista fosse attratto dalla Basilica di San Marco perché il suo stile si avvicinava, per le influenze orientali, all'architettura delle chiese ortodosse a lui molto care.

## Struttura e analisi
- Dedicatio
- 1. Euntes in mundum
- 2. Surge, aquilo
- 3. Ad Tres Virtutes Horationes
  - a) Caritas
  - b) Spes
  - c) Fides
- 4. Brevis Motus Cantilenae
- 5. Illi autem profecti

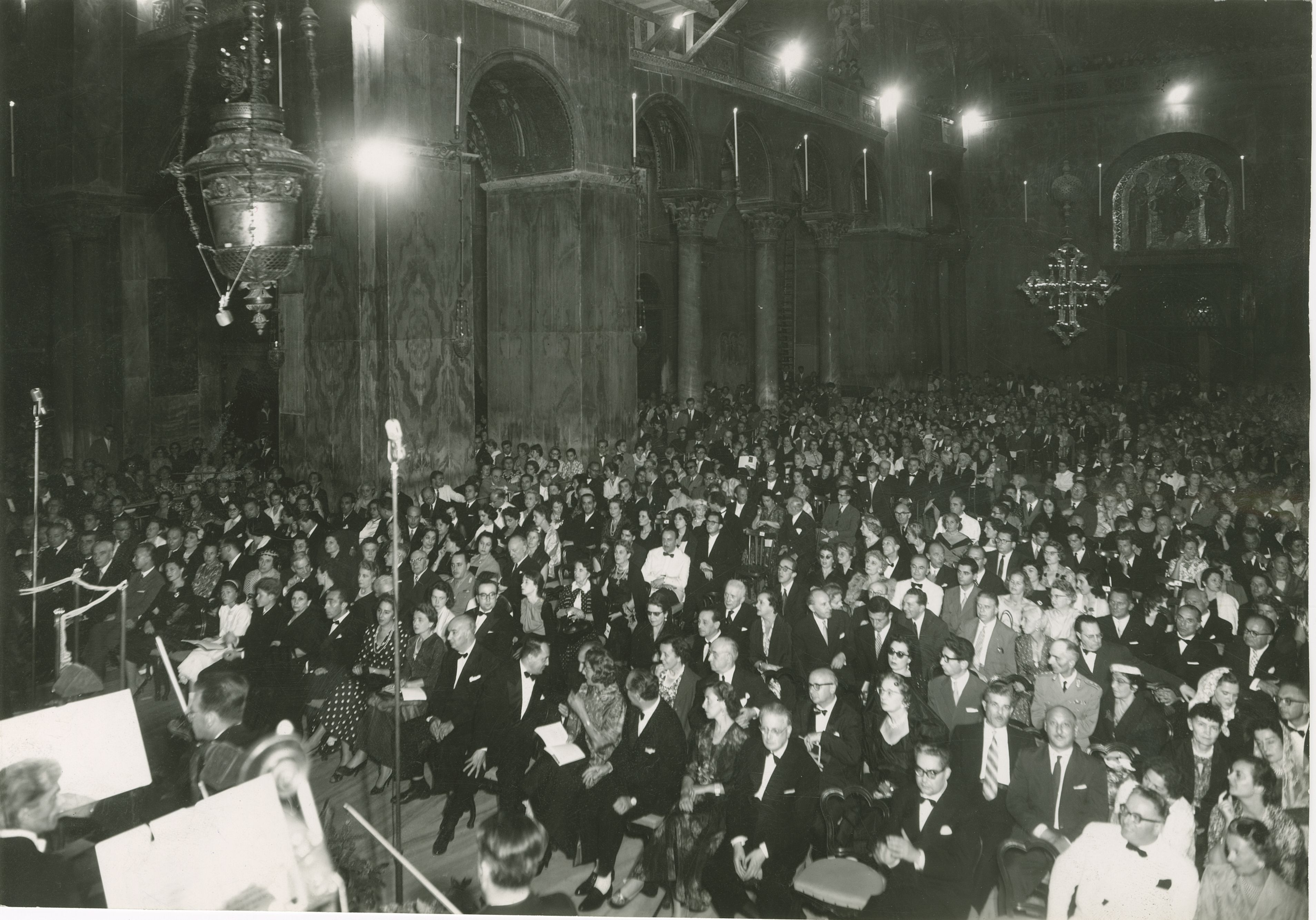
La prima mondiale del Canticum Sacrum nella Basilica di San Marco a Venezia

La composizione è modellata sulla pianta della Basilica: cinque parti = cinque cupole, dove la centrale è quella maggiore e le altre quattro sono in perfetto equilibrio tra di loro; anche la partitura è adattata all'acustica della Basilica, eliminando il pieno orchestrale e limitando l'esecuzione al canto accompagnato di volta in volta da pochi strumenti.
Il Canticum inizia con una Dedicatio cantata dal tenore e dal baritono che ha funzione di preludio ed è seguita da cinque sezioni. Euntes in mundum con tre parti corali e l'intervento di fagotti e organo. Surge aquilo per tenore solo con pochi strumenti in formazione da camera. Ad tres virtutes Horationes è una breve cantata a tre parti introdotta dall'organo; è la parte più importante del lavoro, sia per intensità sonora sia per struttura. Brevis motus Cantilenae è una sezione per baritono, coro e brevi parti d'orchestra. Le tre parti centrali rispecchiano perfettamente la tecnica dodecafonica mentre la prima e ultima sezione dell'opera ne utilizzano solo un aspetto, la scrittura retrograda. Nel quinto ed ultimo movimento Illi autem profecti si riprende la prima parte con esecuzione per moto retrogrado dall'ultima alla prima nota ad imitazione degli schemi contrappuntistici del XV secolo; Stravinskij dovette comunque inserire l'Amen nella parte di ritorno che è in ogni caso una versione rielaborata dell'apertura.

## Organico
Tenore, baritono, coro misto. Orchestra composta da: flauto, due oboi, corno inglese, due fagotti, controfagotto, tre trombe in Do, tromba bassa in Do, due tromboni tenori, trombone basso e uno contrabbasso, arpa, organo, viole, contrabbassi.